# Nowe Miasto (gromada w powiecie płońskim)
Nowe Miasto – dawna gromada, czyli najmniejsza jednostka podziału terytorialnego Polskiej Rzeczypospolitej Ludowej w latach 1954–1972.
Gromady, z gromadzkimi radami narodowymi (GRN) jako organami władzy najniższego stopnia na wsi, funkcjonowały od reformy reorganizującej administrację wiejską przeprowadzonej jesienią 1954 do momentu ich zniesienia z dniem 1 stycznia 1973, tym samym wypierając organizację gminną w latach 1954–1972.
Gromadę Nowe Miasto z siedzibą GRN w Nowym Mieście (wówczas wsi) utworzono – jako jedną z 8759 gromad na obszarze Polski – w powiecie płońskim w woj. warszawskim, na mocy uchwały nr VI/10/14/54 WRN w Warszawie z dnia 5 października 1954. W skład jednostki weszły obszary dotychczasowych gromad Belin, Janopole, Kadłubówka, Latonice, Miszewo, Miszewo Wielkie, Nowe Miasto, Nowe Miasto osada, Przepitki, Rostki i Władysławowo ze zniesionej gminy Modzele oraz obszar dotychczasowej gromady Grabie ze zniesionej gminy Szumlin w tymże powiecie. Dla gromady ustalono 27 członków gromadzkiej rady narodowej.
1 stycznia 1959 do gromady Nowe Miasto przyłączono wieś Salamonka ze znoszonej gromady Królewo w tymże powiecie.
31 grudnia 1959 do gromady Nowe Miasto przyłączono obszary zniesionych gromad Gościmin Wielki i Wólka Szczawińska (bez wsi Wyrzyki-Pękale) w tymże powiecie.
Gromada przetrwała do końca 1972 roku, czyli do kolejnej reformy gminnej. 1 stycznia 1973 w powiecie płońskim utworzono gminę Nowe Miasto.